# 第25回世界スカウトジャンボリー
第25回世界スカウトジャンボリー（だい25かいせかいスカウトジャンボリー）は、2023年8月1日から12日まで韓国・全羅北道セマングムで開催されたボーイスカウト・ガールスカウトの世界大会。テーマは 「Draw Your Dream（あなたの夢を描こう）」。

## 概要
第25回世界スカウトジャンボリー（25WSJ）は4年に1度行われる世界スカウトジャンボリーの25回大会として、2023年8月に韓国で開催された。大会は韓国政府の国家的支援により一大プロジェクトとして実施されたものの、感染症の流行や猛暑、さらには台風の襲来によりプログラムの大幅な変更を余儀なくされた。
大会には153の国と地域からおよそ4万3000人が参加した。韓国は1991年にも第17回世界ジャンボリーを江原道雪岳山で開催しており、今回が2回目の韓国開催となる。なお、参加者については報道により差があり、中央日報では世界158カ国から4万3225人が参加、と伝えている。

## 大会誘致
第25回世界スカウトジャンボリーの開催地は2017年8月16日、アゼルバイジャンで行われた第41回世界スカウト会議で決定された。立候補したのは干拓地のセマングムを会場にするとした韓国と、グダニスクを会場にするとしたポーランドの2か国だった。世界スカウト会議では世界スカウト機構（WOSM）の会員168名による投票と1加盟国につき6票を投じることを認めた投票が行われ、後者はポーランドの365票に対し607票を得て韓国が上回り、前者でも韓国がポーランドを破ったため25回大会の韓国開催が決定した。
誘致にあたって、韓国はポーランドより1年遅れて2014年より誘致活動を展開した。当時の全羅北道知事、宋河珍は「韓国と全北の未来像を世界青少年に見せる」と積極的に誘致活動を展開し、2016年に朴槿恵大統領から支援を取り付け、2017年以降は文在寅政権から大きな支援があった。

## 大会日程
2023年8月1日 - 大会開始
2023年8月2日 - 開会式
2023年8月6日 - 宗教儀礼・文化交流

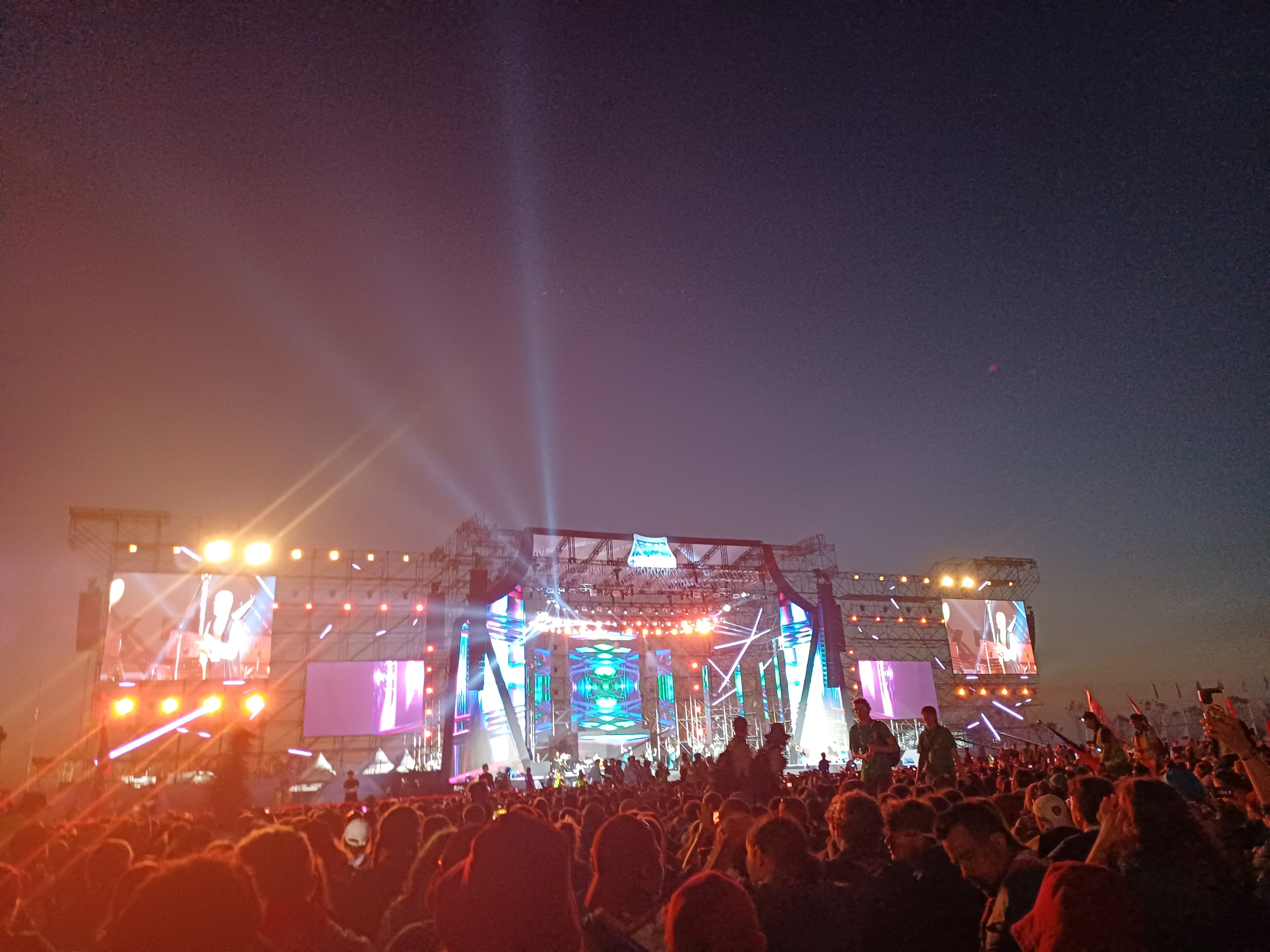
開会式

2023年8月11日 - 閉会式（K-POP SUPER LIVE）
2023年8月12日 - 大会終了

## 会場
今回の大会会場は干拓地のセマングムが選ばれた。セマングムは全羅北道の西岸に位置し、辺山半島国立公園にも隣接している。キャンプ場の敷地面積はおよそ8.8平方キロメートルで、横6.2キロメートル、縦1.7キロメートルと横に長いキャンプ場となっている。
会場内は中央にメインアリーナやプログラムエリアを、その両翼にサブキャンプ（テントサイト）を、さらにその端にプログラムエリアを置く形となっていた。
場内には1つの病院と5つのクリニック、3つの応急処置所と2つの臨時応急処置所が設置され、参加者のけがなどの対応にあたった。

## プログラム
実施が予定されていたプログラムは以下の通り。
- パイオニアリング（60分）
- アマチュア無線（60分）
- オリエンテーリング（60分）
- ギャラリー賞・韓国連盟スキルプログラム（3時間）
- ブッシュクラフト～自然を壊さない工作～（60分）
- 119安全体験（60分）
- キャンプ安全学校（60分）
- VR・AR体験（30分）
- 再生可能エネルギー体験（30分）

- ドローンプログラム（60分）

- ジップライン（60分）
- 韓国弓術体験（30分）
- 森のロープアスレチック（60分）
- 人工ロッククライミング（30分）
- ウォーターアクティビティ（60分）
- K-POPダンス（60分）
- ドリームカイト・凧作り（30分）
- クラフトプログラム・お土産づくり（30分）

## トラブル・問題点
今回の世界スカウトジャンボリーは急病人の多発などにより、韓国国内のみならず、欧米諸国や日本でも報道された。

### 猛暑による熱中症患者の多発
日陰のない会場で行われたプログラムや2日の開会式では多数の熱中症患者が発生し、各国で報道された。特に開会式では80人以上に熱中症の疑いが見られたと報道されている。日本ではフジテレビ「イット！」での報道を皮切りに在京テレビ局や新聞で報道され、日本テレビでは600人が熱中症になったと伝えた。
この問題が大きく報道された後、大統領の指示で水分の確保や休憩所となるエアコンバスの設置などが行われ、状況は大幅な改善を見た。

### カビが生えた卵の提供・衛生面での問題
8月2日の朝食で提供されたゆで卵にカビが生えていたことが分かり、問題となった。1隊80個支給された卵のうち、6個にカビが生えていて、関係者は「問題のあるゆで卵は発見次第、廃棄処分したため、食べた参加者はいない。流通過程を徹底的に調査し、供給業者に原因・対策を講じるよう要求した」とした。
また、衛生面では会場内の排水設備が不完全で、雨が降ると浸水してしまうことや、シャワーやトイレの環境が衛生的でなかったことも問題視された。今大会の開催にあたっては、予定されていたプレジャンボリーが開催されておらず、問題点が把握できていなかったと指摘されている。浸水対策として工業用パレットの上にテントを張る対策などがとられた。
熱中症対策と同様に、報道があった後は清掃員の大量配置など、衛生面は大幅に改善されている。

### 要件を満たさないシャワーやトイレ
大会会場内に設置したトイレやシャワーの中には、世界スカウト機構（WOSM）が指定する要件（男女別にすること、成人とスカウトは分けること）などが満たされていないものがあり、日本派遣団長の出田行徳は「事前の派遣団長会議で指摘してきたことが、政府のコントロールからか、 韓国の常識、習慣を基本としていて、・・・要件を満たしていなかった」と指摘している。

### 台風の襲来による撤退
会期中に台風6号が襲来する予報が出ており、大会本部は7日、全員をセマングムから退避させる方針を固めた。その後、隊員は数日をかけてバスなどで韓国各地に避難し、11日の「K-POP SUPER LIVE」まで各地で過ごした。日本派遣団は忠清北道丹陽郡の救仁寺（クインサ）に全員が避難した。
そのほか、会場の売店の価格や虫害、宗教による食文化への無配慮や大会組織委員会や政府のずさんな運営体制を疑問視する声が多く上がった。また、アメリカやイギリス、シンガポールの派遣団が早期に撤退する事態となった。